# 桑尼科夫海峽

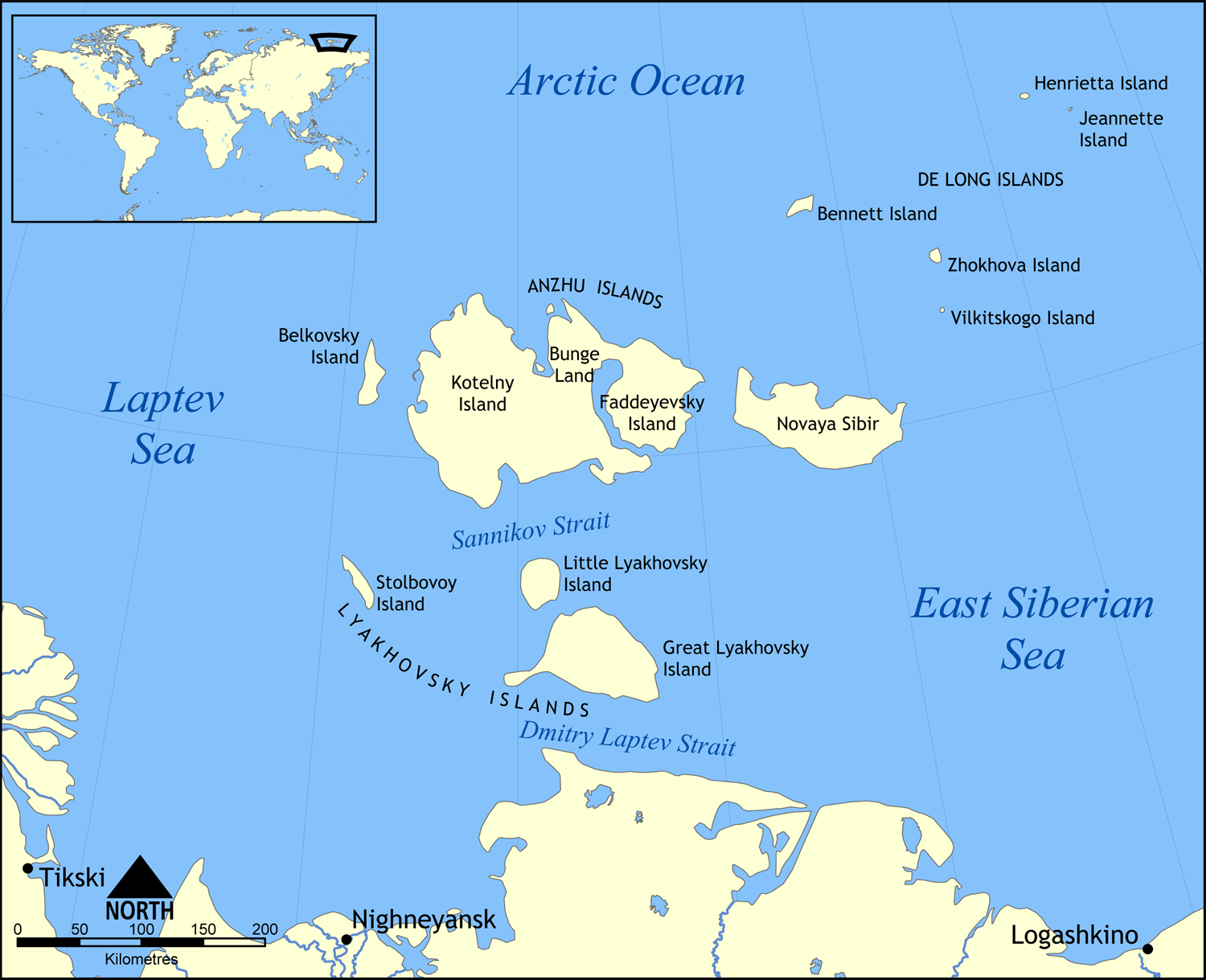

桑尼科夫海峽（Пролив Санникова）是俄羅斯的海峽，位於安茹群島和利亞霍夫群島之間，連接拉普捷夫海和東西伯利亞海，長238公里、寬50公里，最大水深24米。为俄罗斯的内水。
该海峡以俄罗斯探险家雅科夫·桑尼科夫的名字命名。
74°30′N 140°00′E / 74.5°N 140°E